# Лук'янчиків (хутір)
Лук'янчиків (рос. Лукьянчиков) — хутір у Верхньомамонському районі Воронезької області Російської Федерації.
Населення становить 1672 особи. Входить до складу муніципального утворення Нижньомамонське 1-е сільське поселення.

## Історія
Населений пункт розташований у межах українського історико-культурного регіону Східної Слобожанщини. До Перших визвольних змагань належав до Воронезької губернії.
Від 1928 року належить до Верхньомамонського району, спочатку в складі Центрально-Чорноземної області, а від 1934 року — Воронезької області.
Згідно із законом від 15 жовтня 2004 року входить до складу муніципального утворення Нижньомамонське 1-е сільське поселення.

## Населення
| 2010 | 2012  | 2013  |
| ---- | ----- | ----- |
| 1    | ↗1686 | ↘1672 |